# Кырпачево
Кырпачево (болг. Кърпачево) — село в Болгарии. Находится в Ловечской области, входит в общину Летница. Население составляет 119 человек.

## Политическая ситуация
Кырпачево подчиняется непосредственно общине и не имеет своего кмета.
Кмет (мэр) общины Летница — Красимир Веселинов Джонев (Болгарская социалистическая партия (БСП)) по результатам выборов в правление общины.